# Активний захист

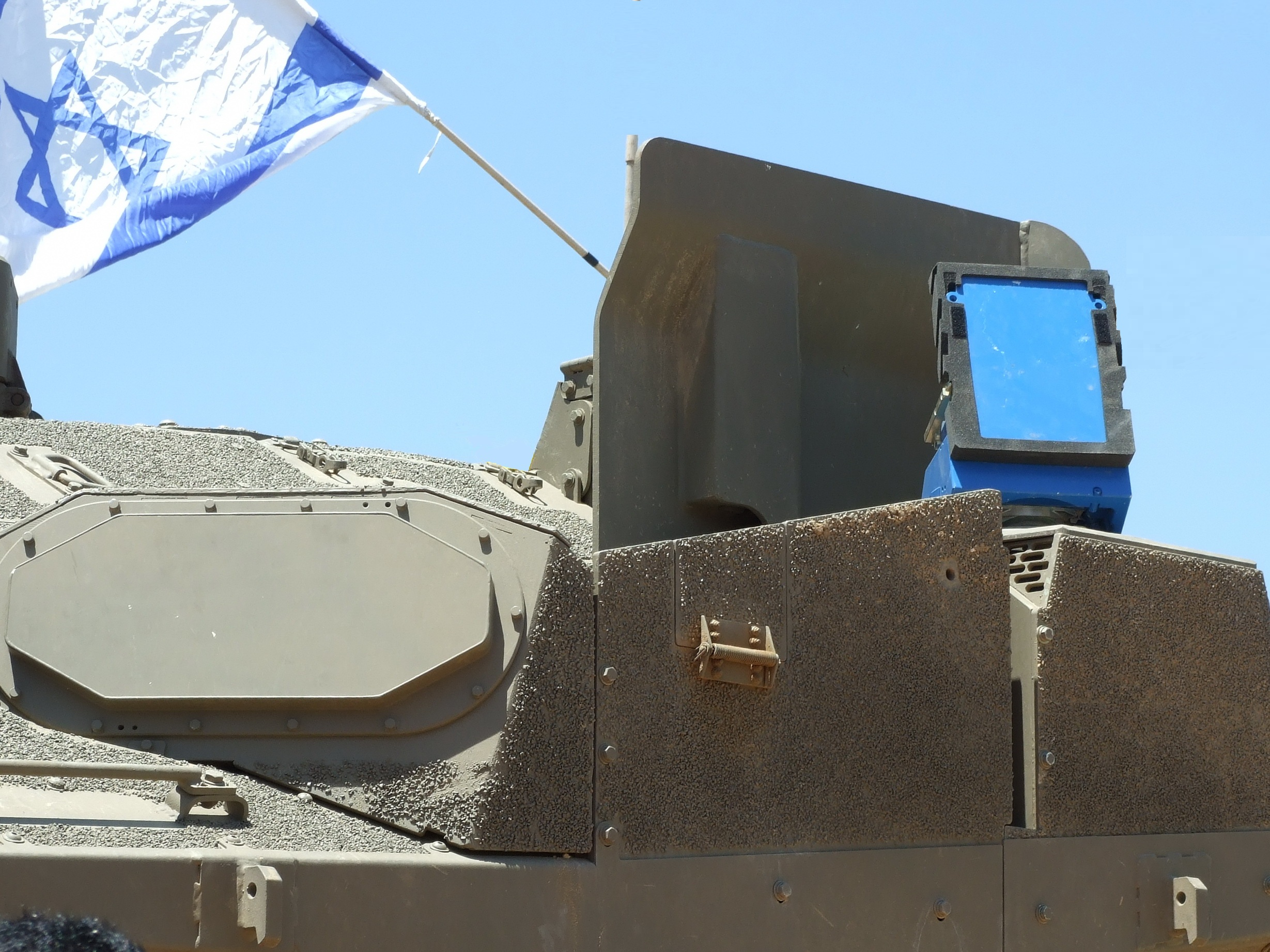
Ізраїльська система активного захисту «Трофі»: радар (Elta EL/M-2133) і пускова установка на танку Merkava

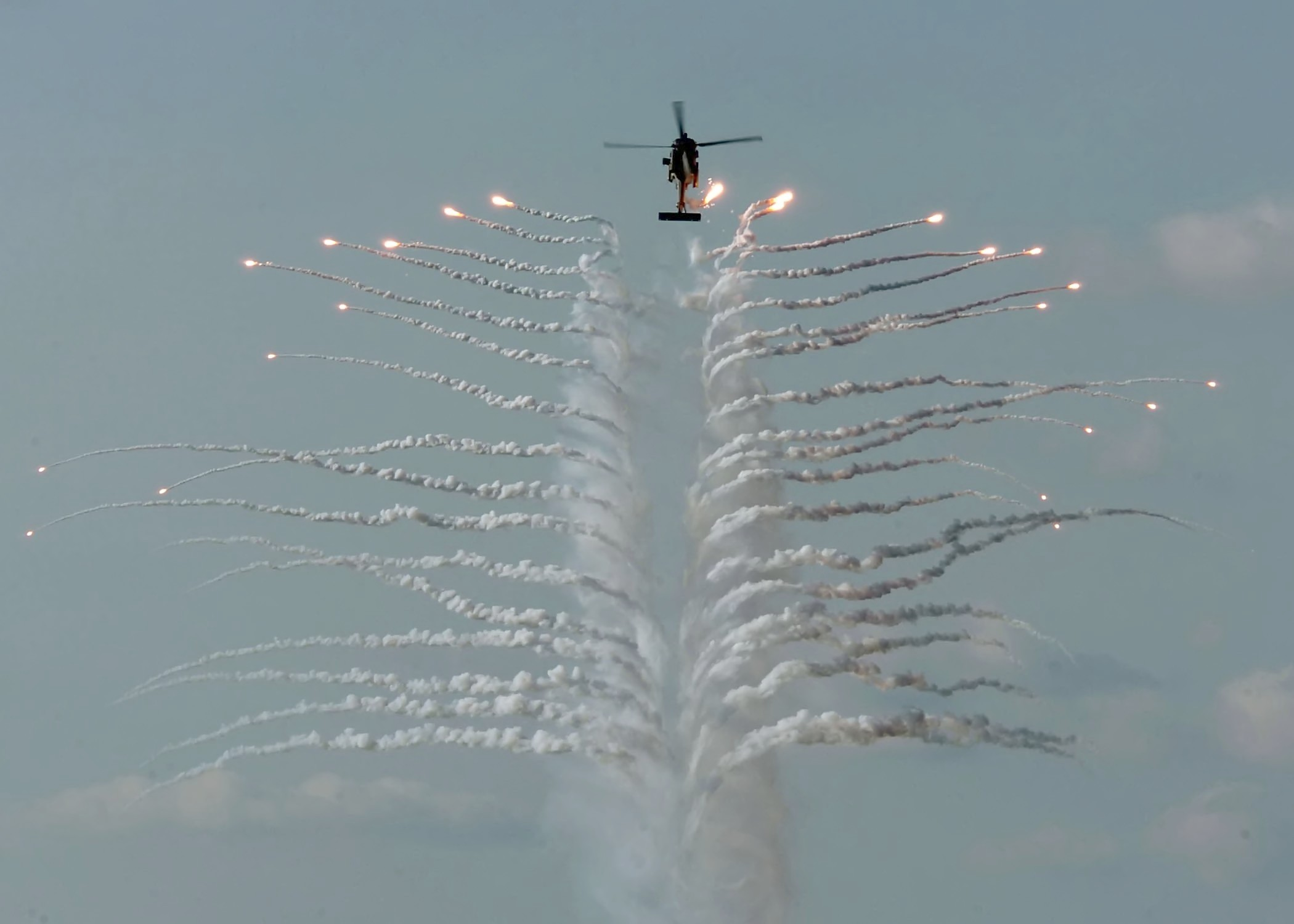
Виставляння хибних цілей гелікоптером

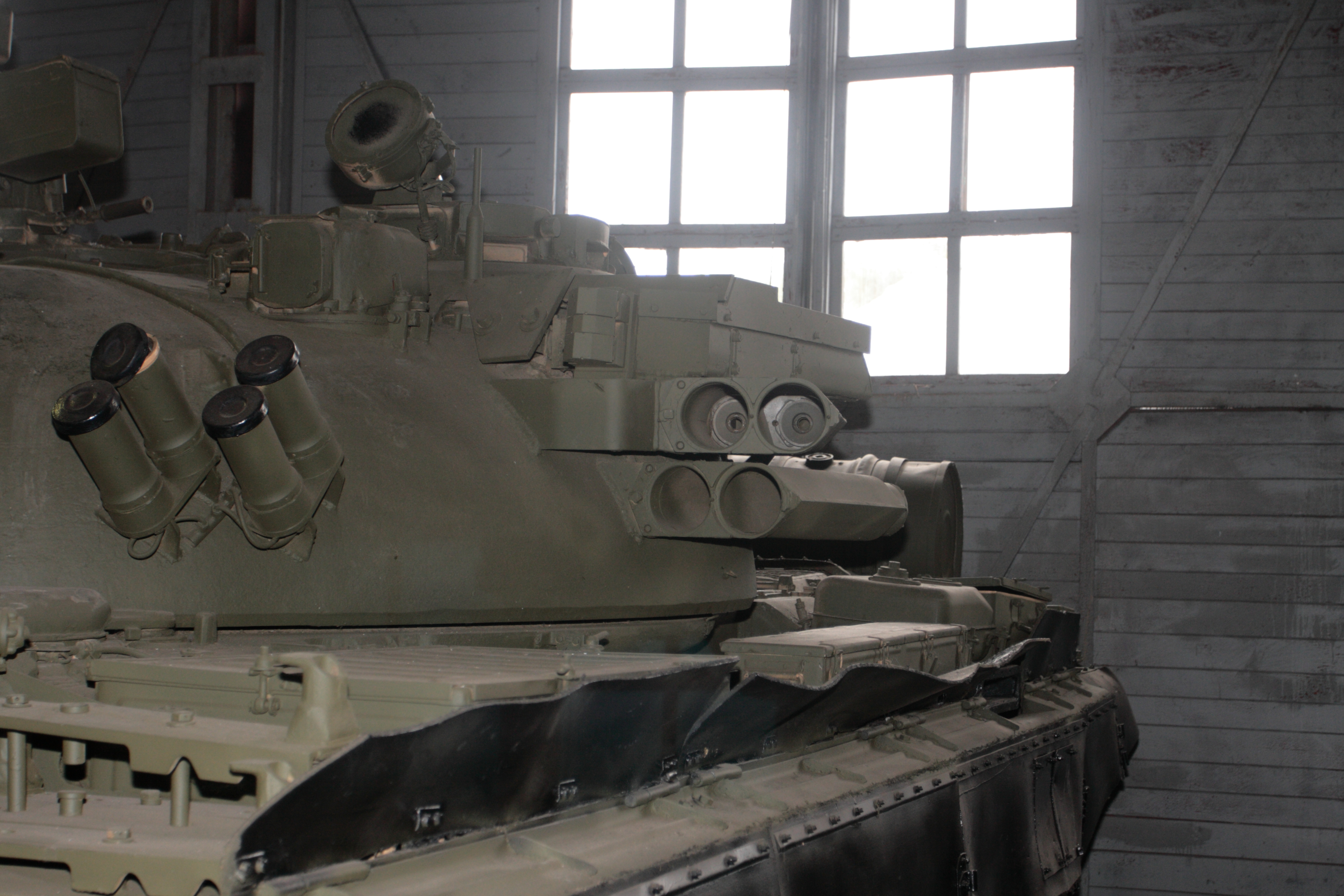
Танк Т-55А зі встановленою системою активного захисту «Дрозд», після чого танк отримав індекс Т-55АД

Активний захист (англ. Active protection system (APS), Defensive aids system (DAS)) — назва систем захисту військової техніки, суть яких полягає у впливі на випущені противником засоби ураження (ракета, снаряд) з тим, щоби змінити їхні траєкторії, зменшити ймовірність влучання в ціль, істотно зменшити ефективність їхньої дії.

## Принцип
Переважно, системи активного захисту впроваджуються у трьох напрямках: створення противнику який атакує та системі наведення ракет (снарядів), активних радіолокаційних (електромагнітних, акустичних та інше) перешкод; відведення керованих, в тому числі самонавідних, ракет (снарядів) за допомогою хибних цілей; вплив на загрозу яка наближається (ракета, снаряд) задля її знищення.

## Практика
Використовується на танках, бойових кораблях, літаках та гелікоптерах. Прийняті на озброєння спеціальні інфрачервоні і лазерні випромінювачі здатні впливати на ПТКР з інфрачервоним лазерним наведенням. Більш раннім зразком активного захисту є спеціальні гранатомети, які вистрілюють димові гранати, тим самим створюючи димову завісу і таким чином ускладнюють противнику спостереження, визначення місця розташування та наведення зброї на ціль.

## Приклади
Першим робочим комплексом активного захисту вважають створену в 1977—1978 роках в колишньому Радянському Союзі систему Дрозд.
 Німеччина
- AMAP ADS — розробка підприємства ADS Gesellschaft für aktive Schutzsysteme, дочірньої фірми Rheinmetall та IBD Deisenroth Engineering.
- MUSS — спільна розробка німецького підприємства Krauss-Maffei Wegmann та підрозділу EADS Defence & Security концерну EADS. Передбачається встановлення на БМП Пума.

 Ізраїль
- Iron Fist[en] (укр. Залізний кулак) — виробництва ізраїльської компанії IMI Systems. У разі вдалого завершення проєкту BAE Systems з інтеграції до нідерландських важких бойових машин піхоти CV9035NL стане першим комплексом активного захисту на озброєнні країни-члена НАТО[2].
- Trophy (укр. Трофі) — показав високу ефективність в бойових зіткненнях

 Російська Федерація
- Арена
- Афганіт — комплекс активного захисту для танку Т-14 «Армата»

 США
- AN/VLQ-6
- Quick Kill — перспективна розробка фірми Raytheon
- Iron Curtain (укр. Залізна завіса) — перспективна розробка фірми Artis LLC

 Туреччина
- Тривають роботи над системою активного захисту AKKOR для перспективного основного бойового танка Алтай[3].

 Україна
- «Заслін» — комплекс активного захисту (КАЗ).
- «Варта» — комплекс оптико-електронної протидії (КОЕП).

 СРСР
- Штора-1 — комплекс оптико-електронної протидії (КОЕП)
- Дрозд
- Дождь

 Чехія
- EFA

 ПАР
- LEDS-150